# Tengoku to jigoku
Tengoku to jigoku is een Japanse film uit 1963 onder regie van Akira Kurosawa. De film is gebaseerd op het boek King's Ransom van de Amerikaanse auteur Evan Hunter. Regisseur Martin Scorsese noemde het een van de essentiële buitenlandse films die iedere jonge filmmaker moet zien.

## Verhaal
Een leidinggevende van een schoenenbedrijf in Yokohama wordt het slachtoffer van afpersing wanneer de zoon van zijn chauffeur per ongeluk wordt ontvoerd en vastgehouden voor losgeld.

## Rolverdeling
| Acteur            | Personage        | Nota                                                                                      |
| ----------------- | ---------------- | ----------------------------------------------------------------------------------------- |
| Toshiro Mifune    | Kingo Gondo      |                                                                                           |
| Tatsuya Nakadai   | Tokura           | hoofdinspecteur                                                                           |
| Kyoko Kagawa      | Reiko Gondo      |                                                                                           |
| Tatsuya Mihashi   | Kawanishi        | Gondo's secretarisse.                                                                     |
| Kenjiro Ishiyama  | 'Bos'n' Taguchi  | Tokura's collega                                                                          |
| Isao Kimura       | Arai             | Detective                                                                                 |
| Takeshi Kato      | Nakao            | Detective                                                                                 |
| Yutaka Sada       | Aok              | Gondo's Chauffeur                                                                         |
| Tsutomu Yamazaki  | Takeuchi Ginjiro | het brein achter de ontvoeringthe mastermind and chief instigator of the kidnapping plot. |
| Takashi Shimura   |                  | hoofd van het onderzoeksteam                                                              |
| Susumu Fujita     |                  | manager van onderzoeksteam                                                                |
| Yoshio Tsuchiya   | Murata           | Detective                                                                                 |
| Jun Tazaki        | Kamiya           | directeur van bedrijf                                                                     |
| Nobuo Nakamura    | Ishimaru         | directeur van desginafdeling                                                              |
| Yunosuke Ito      | Baba             | medewerker van bedrijf                                                                    |
| Koji Mitsui       |                  | reporter                                                                                  |
| Minoru Chiaki     |                  | reporter                                                                                  |
| Eijiro Tono       |                  | arbeider                                                                                  |
| Kamatari Fujiwara |                  | arbeider                                                                                  |
| Masao Shimizu     |                  | gevangenisdirecteur                                                                       |
| Kyu Sazanka       |                  | schuldeiser                                                                               |
| Akira Nagoya      | Yamamoto         |                                                                                           |
| Ko Nishimura      |                  | schuldeiser                                                                               |
| Jun Hamamura      |                  | schuldeiser                                                                               |
| Ikio Sawamura     |                  |                                                                                           |
| Kin Sugai         |                  | verslaafde                                                                                |
| Masao Oda         |                  |                                                                                           |
| Gen Shimizu       |                  | hoofdarts                                                                                 |
| Masahiko Shimizu  | Aoki Shinichi    | vader van de ontvoerde                                                                    |